# O Sexomaníaco
O Sexomaníaco é um filme brasileiro de 1977, com direção de Carlos Imperial do gênero pornochanchada.

## Enredo
Após o maníaco sexual Severino Barba de Bode fugir do Manicômio Judiciário de Petrópolis, a cidade fica alarmada.

## Elenco
- Carlos Imperial .... Severino Barba de Bode
- Ana Maria Kreisler	....Norminha
- Jotta Barroso	....Marido
- Isa Rodrigues ....Amiga
- Terezinha Elisa ....Amiga
- Sandra Escobar ....Sandra
- Ivone Gomes ....Mãe
- Marluce Martins ....Marluce
- Celeste Aída
- Jane di Castro
- Luiz Magnelli
- Fernando Reski
- Hugo Bidet
- Leo Cordeiro
- Leovegildo Cordeiro
- Lia Farrel
- Silva Filho
- César Montenegro
- Marta Moyano